# 快盗シスターズいただき!パンサー
『快盗シスターズ いただき!パンサー』（かいとうシスターズ いただきパンサー）は谷沢直による日本の漫画作品。

## 概要
小学館の幼年少女向け月刊漫画雑誌『ぴょんぴょん』において1990年2月号から同年10月号まで連載された作品。
作者の谷沢にとっては『魔法少女ちゅうかないぱねま!』（原作：石ノ森章太郎）終了後に手掛けた、自身初の単独名義によるメディアミックス企画を介さず発表したオリジナル連載作品である。タイトル通りのいわゆる「怪盗もの」の作品であり「表の顔では喫茶店を営む姉妹が、その裏で代々より受け継がれている怪盗家業を営んでおり、これを通して人助けを行っている」という特徴を持つ。
「怪盗である主人公姉妹が喫茶店を営んでいる」という設定から、概ね『キャッツ・アイ』（北条司）の影響が強い作品とされている。これに関しては後年、著者である谷沢は「担当（小学館）から『女の子向けの「ルパン三世」を描いてほしい』というオファーを受けて描いた作品」であることと「ほとんどの設定は話を受けた時点ですでに担当が組み込んでいた」こと、さらにはその担当が持ってきた参考設定を受け取った際に思わず「これ『ルパン三世』どころか『キャッツ・アイ』じゃねぇか！」という感想を抱いたこと、さらには「当時の自分はど新人で出版社からのオファーや担当からのオーダーを断ったり強硬に変更したりする手段（選択肢）を持つことができなかった（断ったら二度と雑誌で漫画を描けなくなるかもという恐怖があった）」ことを明かしている。喫茶店の設定に関しては担当から「舞台は『喫茶店』か『ブティック』がいい」という選択肢を示されたが、谷沢自身がファッションに詳しいとは言えない生活を送っていた上で、担当の助力も得られるかどうかが解らなかったため、ブティックを舞台にすることは断念せざるを得ず「モロに『キャッツ・アイ』になってしまうが仕方が無い」という断腸の思いで喫茶店を舞台にしたという。その結果、谷沢は本作連載中に北条司のファンとみられる人々から、多くの匿名の非難文や脅迫状を貰う羽目に陥った。また、本作連載中にこうした経緯から谷沢は、少しずつ担当の様子を見ながら『キャッツ・アイ』を思わせる表現や設定を削除・緩和させる工夫を行っていったが、のちに「かわいいから女性が乗るのに良さそう」という理由で主人公の姉の愛車にミニクーパーを設定したり、主人公の父親のコードネームを「もう誰もが使うであろう、おもいっきりベタなところを」と考えて「銀狐」としたりと工夫したところ、これらが『シティーハンター』を思わせる設定であった（考えが裏目に出た）ことを後で知り、そのために再び同様の脅迫状を呼び込む羽目に陥って「さすがにそれは無実だ」と弁明している。
本作の商用単行本は日本国内では発刊されていないが、後に谷沢が小学館を離れた折に本作をはじめとする自身の単独名義作の著作・出版権を全て自らの元に引き上げて、自家発行による形で「キャッツ・アイの影響を消した後期の作品」を収録した自選4話をまとめた同人誌を発刊している。この同人誌の発刊については、谷沢自身がウェブサイトを立ち上げた折に以前の『ぴょんぴょん』の読者であった少女たちから「谷沢先生はパンサーを描いていた人ですか？」という問い合わせが思い出したように来るようになり「なんとかしてもう一度読みたい（単行本が欲しい）です」とリクエストされた事がきっかけであったとしており、これに関して「（当時の『ぴょんぴょん』読者たちの、子ども心の想い出に留めてもらえる事が）とてもありがたいこと」と感謝の意を述べている。なお、ドイツにおいてのみ『Nao Yazawa Collection 02』として本作を全話収録した翻訳単行本が発刊されている。

## あらすじ
喫茶店「夢無有（むむう）」は東京・青山にあるオシャレなお店。そこは姉のさおりと妹のしおりという豹堂姉妹によって切り盛りされている。だが二人には喫茶店経営の他に先祖代々に受け継がれた夜の闇に隠れて働く「裏稼業」があった。それは、人の営みの闇に隠れたあくどい者たちに、先祖伝来より成る盗みの技術をもって報いること。二人は父より受け継いだ盗みの技術と母より受け継いだ正義感を武器に「義賊・怪盗パンサー」として欲にまみれた者たちと戦っている。
そんな姉妹を取り巻くのは現在は外国にいる父母、喫茶店の常連にして無自覚な情報ソースとなってくれている善人な早乙女刑事。さらには近所にある探偵社を切り盛りする松本兄弟たちとクセ者揃い。
そんな彼らに囲まれながら、怪盗パンサーは弱き者の涙を拭うために夜の闇を駆け抜け、怪盗稼業に精を出すのだった。

## 登場人物

### 豹堂姉妹（怪盗パンサー）
豹堂しおり（ひょうどう しおり）
本作の主人公。14歳の中学生。負けん気が強く、あらゆる事に対抗心を燃やす一方、慈悲も深い。単純で熱しやすく挑発にはすぐに乗ってしまう性格。放課後は家の手伝いとして喫茶店のウェイトレスをしている。身体能力が高く、怪盗パンサーの実動を担当する。普段は学校や家での制服姿で、髪形は朱色の紐を用いたサイドテールにしている。パンサーとして活動している時はサイドテールの紐を解き、その紐で前髪を上げて視界を確保し、赤いアンダータイツに豹柄のレオタードを着た上で、鉢巻状の覆面で目元を隠しパンサーとして活動する。
豹堂さおり（ひょうどうさおり）
しおりの姉であり喫茶店「夢無有」の店主。沈着冷静な司令塔であり、怪盗パンサーの交渉・情報を担当する。妹に対して常にクールで頭脳を駆使して情報を読み切るオトナの女性。自動車運転や美術鑑定など多くのスキルの持ち主でもある。

### 松本兄弟（松本探偵社）
松本 要（まつもと かなめ）
夢無有の近所にある松本探偵社の兄弟のうち、弟の方。第4話より登場。小器用でちゃっかりとしており、利用できるものはそれが良いものであろうとも悪いものであろうとも都合よく利用し倒す「こすっからく、ずうずうしい」性格の持ち主だが、その一方でしおりと同様、負けん気が強く向こう見ずで、力強い一面も持つ。登場当初は怪盗家業において、しおりを出し抜くライバル的なポジションにあった少年。その出会いと印象が最悪なこともあり、よく出会う割に事ある毎にしおりの神経を逆撫でする、ある意味では無神経な少年でもある。だが物語が進むにつれて徐々にしおりと共闘することが多くなり、しおりにとってはさおりに次ぐ頼れるパートナーとなっていった。彼自身もしおりに対しての信頼は高く、最終回ではしおりに対して「お前が失敗するはずがない」と断言している。
松本 正（まつもと ただし）
要の兄。第3話より登場。松本探偵社で探偵を行うと共にルポライターを副業としている（ただし実質上は本業と副業が逆転している）青年。当初はパンサーの正体をつかみ特ダネを手にするつもりでいたが、その正体を知った折に、さおりを恐喝したためパンサーによって手痛い目に遭わされ、以降はさおりの手練手管に感服して彼女に惚れ込み付きまとうようになる。

### その他の登場人物
早乙女刑事（さおとめけいじ）
夢無有の常連客で所轄署に所属する新米刑事。パンサー担当班のメンバー。落ち着きがある善人で、しおりにとっては憧れの人物。物語初期のしおりの淡い恋の相手だが、物語の展開が進んでいくにつれて、しおりは要との距離が近づいていき徐々に影が薄くなっていく。世間話ついでに（姉妹の母親が元刑事という身内意識も相まって）警察の内情を豹堂姉妹に愚痴るという悪癖を持っており、無自覚の内に怪盗パンサーの情報源と化している。
雑誌の人物紹介欄では「ちょっとドジ」と記されていたが、谷沢は彼について「ちょっとどころか大バカだ」とコメントしている。
警部（けいぶ）さん
早乙女刑事の上司となる所轄署の警部でパンサー対策班のトップ。勢いのある熱血漢だが精神論・根性論がすさまじく、その事や早乙女による漏洩が原因でパンサーにいつもしてやられている。ある意味ではガッツのある懲りない性格で、何度パンサーにしてやられても決してあきらめない。その一方で、自身が諦めない精神論者ゆえに他者・他部署への無茶振りも多く、部下たちからの信望は薄い。
怪盗「銀狐」（かいとう ぎんぎつね）
豹堂姉妹の父親。元怪盗だが現在は娘に役割を譲り現役を引退。妻と共に海外で暮らしている。
豹堂（堀部）恵理（ひょうどう / ほりべ えり）
豹堂姉妹の母親。旧姓・堀部。元刑事で過去に怪盗銀狐を追っていたが、その過程で彼に惚れこんでいき、最終的に銀狐を秘密裏に捕らえた事で満足して、そのまま彼と結婚し引退する。現在は夫と共に海外で暮らしている。
姉妹の両親である豹堂夫婦の設定について、谷沢は「ちょっと赤川次郎的な設定」だったとコメントしている。

## 書籍情報
- Nao Yazawa Collection 02（Ehapa Comic社 / ドイツ）ISBN 978-3-77-046241-4